# Chiesa di Santa Maria degli Angeli e San Francesco
La chiesa di Santa Maria degli Angeli e san Francesco  è una chiesa in piazzale Velasquez a Milano.

## Storia
La presenza dei frati cappuccini a Milano è documentata già nel Cinquecento con Giovanni da Fano che si stabilì presso la cappella di San Giovanni alla Vepra grazie il permesso di Francesco Sforza, costruendo poi il complesso nel Borgo Orientale, ma con le soppressioni napoleoniche l'ordine dovette allontanarsi e per ben 40 anni non fare ritorno a Milano.
Solo nel 1897 i frati cappuccini riuscirono a ottenere un terreno dove poter riedificare la chiesa e il convento. La nuova chiesa fu consacrata nel 1907 e dedicata alla Madonna degli Angeli mentre il convento con la scuola di teologia erano già attive dal 1899. I frati del convento vengono identificati come quelli “della Maddalena”, per la vicinanza con la chiesa intitolata alla santa.

## Descrizione
Costruita negli anni tra il 1897 e 1899, è un edificio in stile neogotico lombardo, tipico del gusto di fine XIX secolo, progettato dall’architetto Cesare Nava in conformità alle esigenze costruttive dell'ordine cappuccino improntate alla ricerca di una semplice funzionalità strutturale e decorativa.
La facciata tripartita a salienti è in cotto a vista con inserti intonacati ed è preceduta da un pronao a tre archi. Al centro della facciata è un grande rosone centrale mentre due rosoni minori laterali sovrastano altrettante bifore.
L’interno è a navata unica conclusa da un presbiterio a terminazione piatta. La parte superiore absidale conserva la tela di Ponziano Loverini Il santo Perdono del 1901. Il soffitto è a capanna con struttura in legno sorretto da arconi ogivali mentre le nove cappelle laterali hanno copertura con volte a crociera.
Ai lati della chiesa sono due simmetrici edifici conventuali nello stesso stile della chiesa.